# ニケア以前教父選集

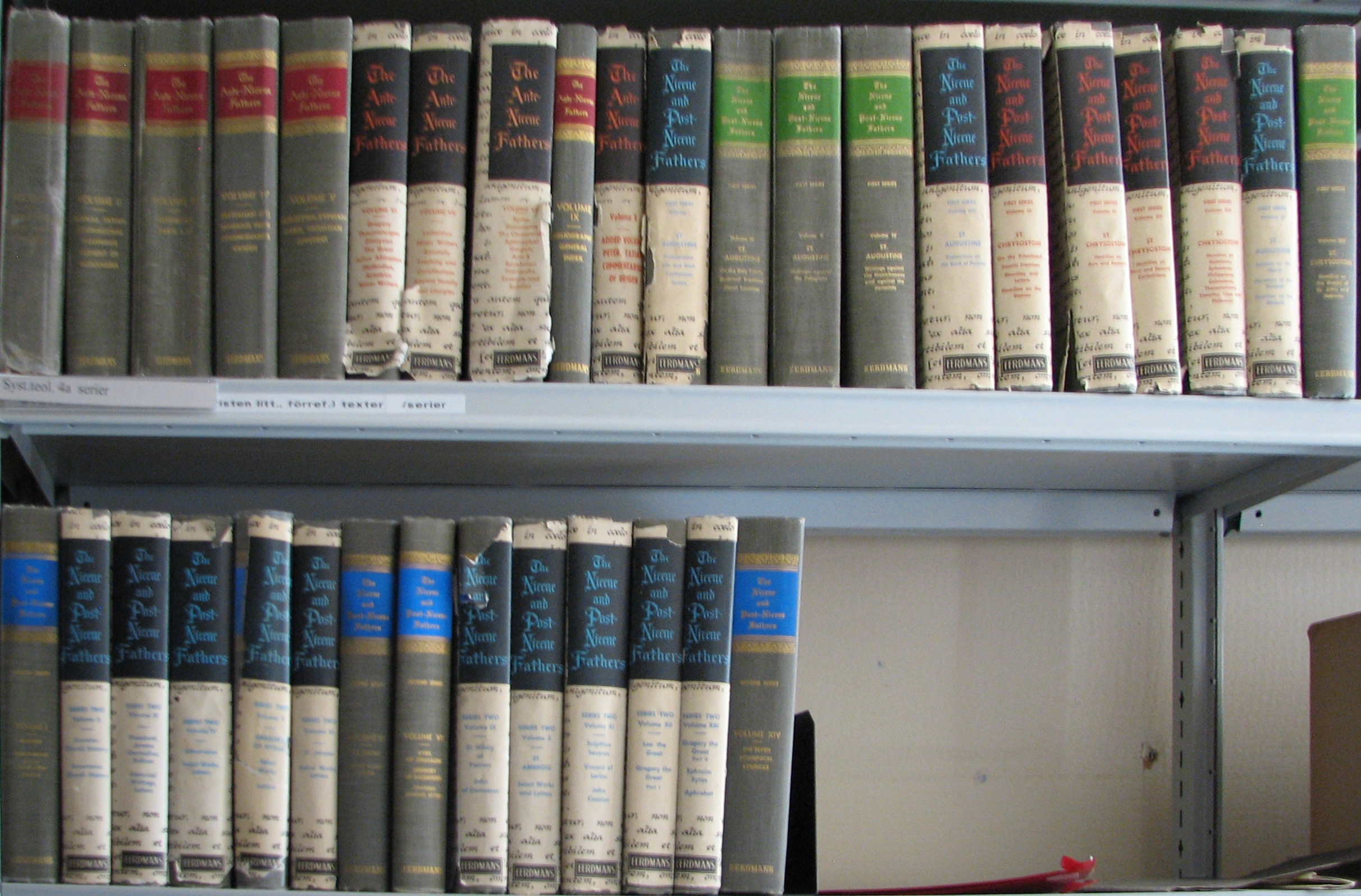
ニケア以前教父選集の書が収められた棚

ニケア以前教父選集（ニケアいぜんきょうふせんしゅう、英語: Ante-Nicene Fathers、略称ANF)、またはアンテニケア教父（アンテニケアきょうふ）は、初期キリスト教の著作の大部分の英訳を収録した全10巻（1巻は索引）の選集である。この選集はキリスト教の始まりから第1ニカイア公会議（325年）でニカイア信条が公布されるまでの期間をカバーしている。

## 出版
このシリーズはもともと、1867年から1873年にかけて、エディンバラの長老派教会の出版社T. & T. クラークによってAnte-Nicene Christian Library (ANCL) というタイトルで出版された。これは、オックスフォード運動の教父ライブラリーがあまりにも強くアングロカトリック運動と結び付けられていると認識されていたことへの反応であった。この選集は、アレクサンダー・ロバーツ牧師とジェームズ・ドナルドソン(英語版)によって編集された。このシリーズは定期購読で入手できたが、編集者はオリゲネスの説教の翻訳を依頼するほどの定期購読者を集めることができなかった。
1885年、最初はバッファロー、その後ニューヨークに拠点を移したクリスチャン文学社が、再編版の出版を開始した。これは許可なく行われたもので、まさに海賊版であった。新しいシリーズは、ニューヨークの聖公会主教、アーサー・クリーブランド・コックスによって編集された。コックスは、このシリーズに『アンテニケア教父』というタイトルを付けた。1896年までに、このアメリカ版/改訂版は完成した。海賊版を閉鎖することができなかった T. & T. クラークは、できる限りの条件を提示する必要があった。
1897年、T. & T. Clark社により、新たな翻訳を収録した第9巻が追加巻として出版され、ANCLの原本が完成した。第9巻以外の内容はANCLから完全に引用されているが、より年代順になっている。コックスは独自の序文と注釈を加えたが、学術的権威やローマカトリックの評論家から批判された。
その後、T. & T. クラークは、クリスチャン文学社や他のアメリカの出版社と提携し、『ニケア教父とニケア後教父選集』の出版に取り組んだ。

## 編成
第1巻: 使徒教父、殉教者ユスティノス、エイレナイオス
第2巻: ヘルマス、タティアノス、アテナゴラス、アンティオキアのテオフィロス、アレクサンドリアのクレメンス
第3巻: テルトゥリアヌス
第4巻: テルトゥリアヌス (IV)、ミヌキウス・フェリクス、コンモディアヌス、オリゲネス
第5巻: ヒッポリュトス、キプリアヌス、カイウス、ノヴァティアヌス、付録
第6巻: グレゴリオス・タウマトゥルゴス、大ディオニュシオス、ユリウス・アフリカヌス、アナトリウスとマイナー作家、メトディオス、アルノビウス
第7巻: ラクタンティウス、ウェナンティウス、アステリウス、ウィクトリヌス、ディオニュシウス、十二使徒の教訓、聖使徒憲章、説教、典礼
第8巻: 十二族長、抜粋と書簡、クレメンティナ文書、外典福音書と使徒行伝、シリア語文書
第9巻: ペトロによる福音書、ディアテッサロン、アブラハムの遺言、クレメンスの手紙、オリゲネス、その他諸々の著作
第10巻: 書誌、総索引、著者・作品注釈索引